# Jocurile Paralimpice de vară

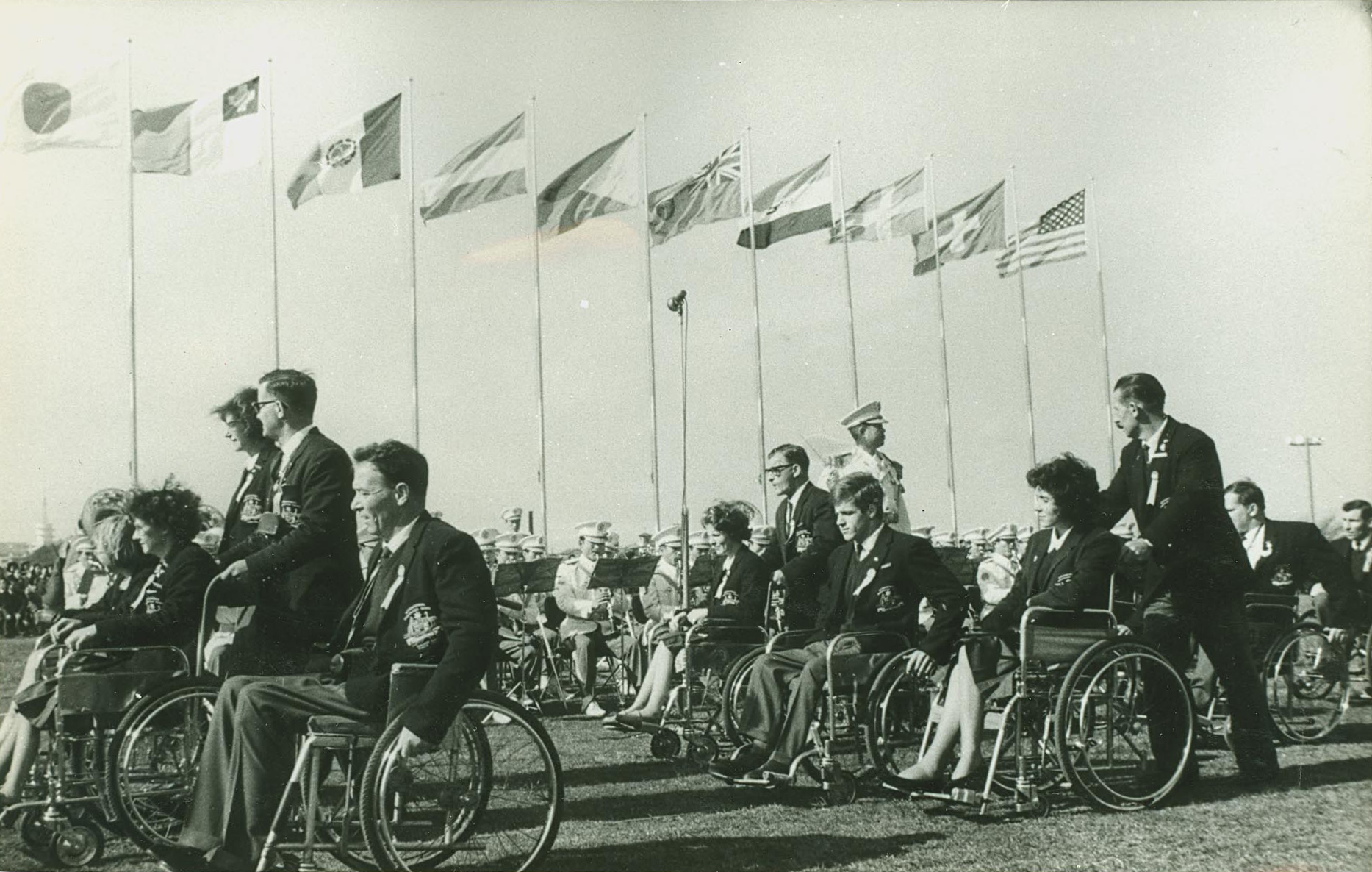
Jocurile Paralimpice de vară din 1964 la Tokyo

Jocurile Paralimpice de vară este un eveniment internațional multi-sport în care concurează sportivi cu dizabilități fizice. Aceasta include sportivii cu dizabilități de mobilitate, amputații, orbire și paralizie cerebrală. Jocurile Paralimpice au loc o dată la patru ani, organizate de Comitetul Paralimpic Internațional. La fiecare eveniment se acordă medalii, primul loc primește medalie de aur, al doilea loc primește medalie de argint, iar al treilea loc primește medalie de bronz, tradiția acestor Jocuri Olimpice a început în anul 1904.
Statele Unite, Regatul Unit și Japonia au găzduit fiecare Jocurile Paralimpice de vară de două ori. Alte unsprezece țări au găzduit odată Jocurile Paralimpice de vară, această listă include: Australia, Brazilia, Canada, China, Franța, Germania, Grecia, Israel, Italia, Țările de Jos, Coreea de Sud și Spania.

## Calificare

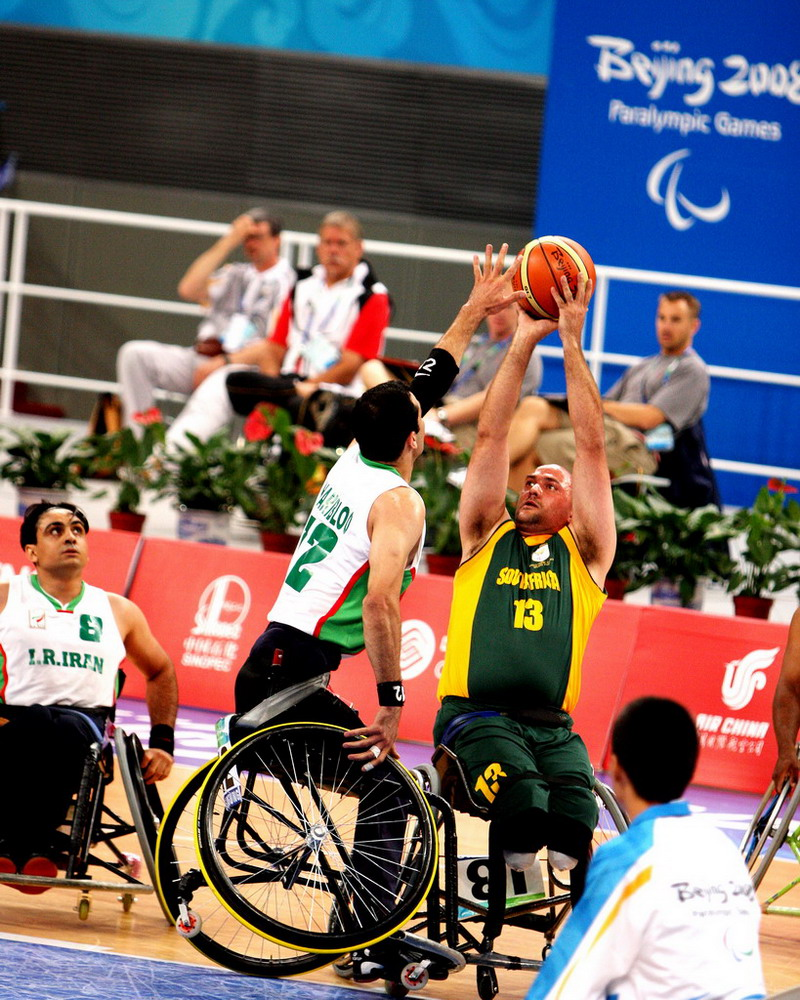
Un meci de baschet în scaun cu rotile la Jocurile Paralimpice de vară din 2008

Regulile de calificare pentru fiecare sport paralimpic sunt stabilite de Federația Internațională (IF) care guvernează competiția internațională a sportului respectiv.

## Istorie
Primele Jocuri Paralimpice oficiale au avut loc la Roma, Italia , în 1960. 400 de sportivi din 23 de țări au concurat la Jocurile din 1960, deși au concurat doar sportivi în scaune cu rotile.
La Jocurile de vară din 1976, sportivii cu diferite dizabilități au fost incluși pentru prima dată la Jocurile Paralimpice de vară. Odată cu includerea mai multor clasificări ale dizabilităților, Jocurile de vară din 1976 s-au extins la 1.600 de sportivi din 40 de țări.
Jocurile Paralimpice de vară din 1988 au fost primele care au fost găzduite în aceleași locuri și prin urmare s-au folosit aceleași facilități ca Jocurile Olimpice din acel an. De atunci, toate Jocurile Paralimpice au loc acum în același oraș care a găzduit Jocurile Olimpice, cu un interval de două săptămâni între fiecare.

## Clasificarea funcțională
Fiecare participant la Jocurile Paralimpice are handicapul grupat într-una din cele zece graduri de handicap; afectare a puterii musculare, deficiență pasivă de mișcare, deficiență a membrelor, diferență de lungime a picioarelor, statură mică, hipertonie, ataxie, atetoză, deficiență de vedere și deficiență intelectuală. Fiecare sport paralimpic are apoi propriile clasificări, în funcție de cerințele fizice specifice ale competiției. Evenimentele primesc un cod, format din cifre și litere, care descrie tipul de eveniment și clasificarea sportivilor care concurează. Unele sporturi, precum atletismul, împart sportivii atât în funcție de categoria, cât și de gravitatea dizabilităților lor, alte sporturi, de exemplu înotul, grupează concurenți din diferite categorii împreună, singura separare fiind bazată pe severitatea dizabilității. 

## Atletism
Atletismul este deschis tuturor grupelor de dizabilități și folosește un sistem de clasificare funcțional. Un scurt ghid de clasificare este următorul: prefix F pentru sportivii de teren sau T pentru sportivii de pistă. F sau T 11–13 au deficiențe de vedere, F sau T 20 au dizabilități de învățare, F sau T 32–38 sunt paralizie cerebrală, F sau T 40–46 sunt amputați și Les Autres, T 51–54 sportivii în scaun rulant și F 51–58 sportivii de teren în scaun rulant. 

## Ciclism
Ciclismul este deschis sportivilor amputați, Les Autres, paralizie cerebrală și cu deficiențe de vedere care concurează în cursele individuale rutiere și pe pistă. Clasificările sunt împărțite în diviziile 2, 3 și 4. Sportivii din divizia a doua sunt cei mai grav handicapați.

## Fotbal
La Jocurile Paralimpice se joacă două forme de fotbal. Primul este fotbalul în 5, care este deschis sportivilor cu deficiențe de vedere. Al doilea este fotbalul cu 7, care este deschis sportivilor cu paralizie cerebrală. Fotbalul în 5 este deschis tuturor sportivilor cu deficiențe de vedere. Deoarece există diferite niveluri de deficiență de vedere, toți jucătorii, cu excepția portarului (care acționează ca ghid) trebuie să poarte umbre de ochi. Dimensiunile terenului sunt mai mici decât terenul normal de fotbal, se joacă doar cinci jucători pe teren și mingea scoate un sunet. În rest, regulile sunt exact aceleași ca ale fotbalului normal.

## Goalball

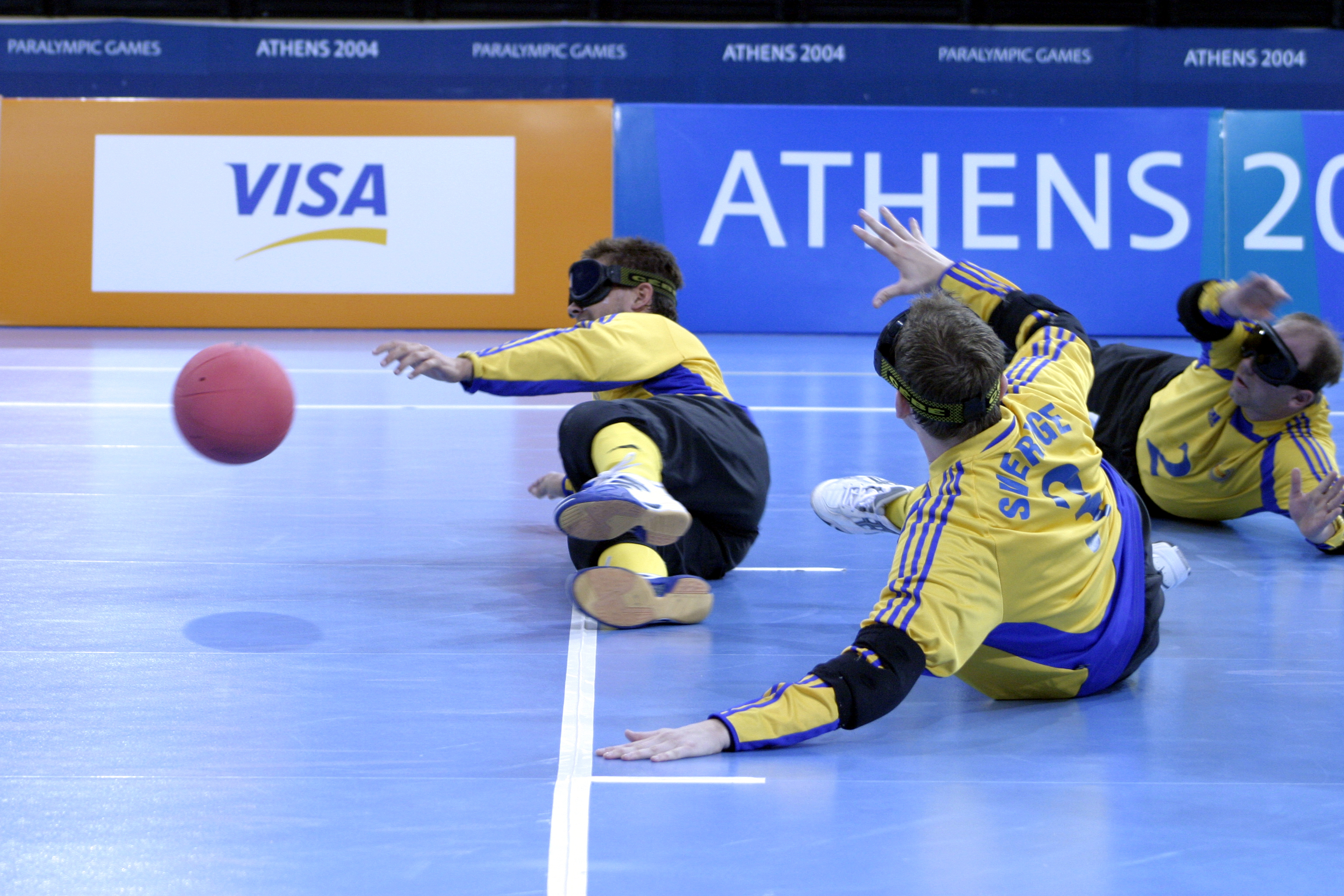
Echipa suedeză de goalball la Jocurile Paralimpice de vară din 2004

Goalball este un sport destinat sportivilor cu deficiențe de vedere care trebuie să poarte măști „black out” pentru a se asigura că toți participanții pot concura în mod egal, eliminând astfel nevoia de clasificare. Mingea are un clopoțel în ea pentru a ajuta jucătorii să reacționeze la minge. Este necesară o liniște deplină la locul de desfășurare a concursului pentru ca sportivii să se poată orienta și pentru a asigura corectitudinea jocului.

## Înot

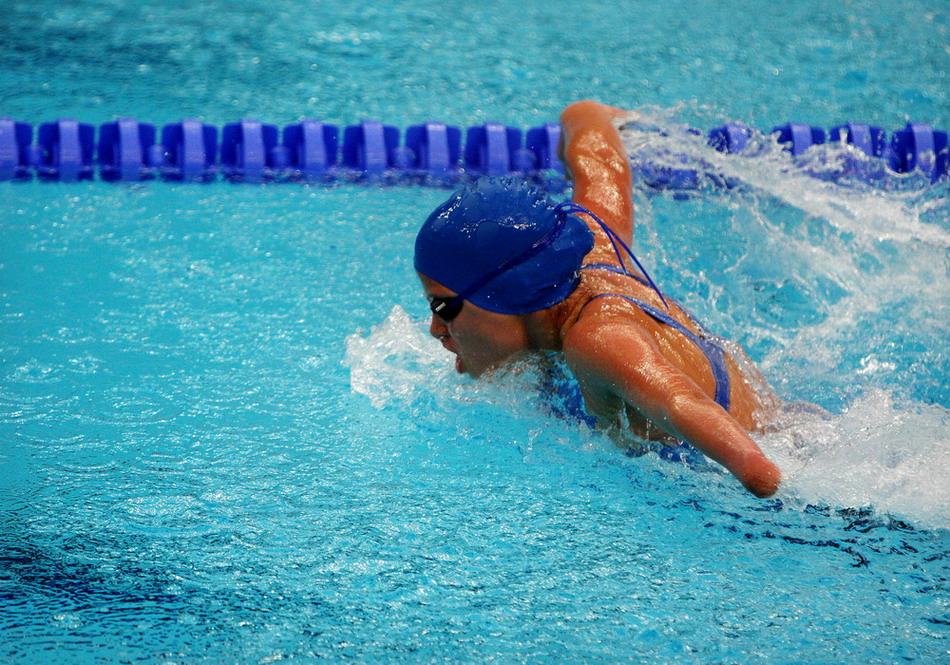
O paralimpică, femeie la Jocurile Paralimpice de vară din 2008

Competiția de înot paralimpic prezintă toate cele patru lovituri utilizate în competițiile de înot apt. Clasificarea este împărțită în trei grupe: S1 până la S10 sunt cei cu deficiențe fizice, S1 va avea deficiența cea mai gravă, iar un S10 o deficiență mai mică. Sportivii sunt judecați în funcție de puterea musculară, amplitudinea articulației de mișcare, lungimea membrelor și coordonarea mișcărilor. S11 până la S13 sunt cei cu deficiențe de vedere. S11 va avea puțină sau deloc vedere, S12 poate recunoaște forma unei mâini și are o anumită capacitate de a vedea, S13 o vedere mai mare decât celelalte două clase, dar mai puțin de 20 de grade de vedere. S14 este pentru sportivii cu dificultăți de învățare.

## Tenis de masă
Tenisul de masă este deschis sportivilor cu dizabilități fizice. Există evenimente individuale, de dublu și de echipă. Un meci este de 5 seturi a câte 11 puncte fiecare. Sportivii sunt împărțiți în zece divizii în funcție de nivelul lor de funcție. Clasele de la 1 la 5 sunt pentru sportivii care concurează dintr-un scaun cu rotile, clasa 1 fiind cea mai gravă handicapată și clasa 5 cea mai puțin handicapată. Clasele 6 până la 10 cuprind sportivii ambulanți, clasa 6 cel mai grav cu handicap și clasa 10 cel mai puțin.